# Huayno
Sous-genres
Chuscada, pampeña, cashua, chimaycha, wayllacha
Genres dérivés
Huayno rock
Genres associés
Huaylas
Le huayno — huaino en espagnol d'Espagne ou huaiño en espagnol bolivien — est un genre musical et une danse traditionnelle ayant émergé de la Cordillère des Andes, au Pérou, qui remonte à l'époque précolombienne qui est depuis adapté à la période contemporaine, incorporant des éléments musicaux préhispaniques et européens, en présentant plusieurs variations régionales.

## Terminologie
Le terme huayno est un mot quechua. Selon les régions andines, il est parfois orthographié wayno ou waynu (régions de Cuzco, Ayacucho…), ou wayño, huaiño, wuyñu (en Bolivie), ou encore guaiño. Diverses hypothèses partagent les chercheurs sur son origine et sa famille lexicale : il pourrait provenir du vocable quechua générique huañuy, qui signifie « mourir », « mort », en lien avec le triste souvenir de l'effondrement de l'Empire inca (ou Tawantinsuyu). Il pourrait aussi provenir du mot quechua huayñunakunay qui signifie « danser main dans la main ». Il pourrait même dériver du cri collectif proférés par les groupes de danseurs et de musiciens : « Wayǃ Way, wayǃ » pour manifester leur enthousiasme et s'encourager ; d'ailleurs, à la fin de la prestation, ils s'écrient : « waynurú nuqalla » (« ainsi donc, voilà, nous avons dansé » ou « eh bien, j'ai dansé ǃ »).

## Histoire
Dans les années 1980, le genre musical regagne en popularité et intéresse l'industrie du disque et la radio. Le huayno subit quelques modifications instrumentales, comme l'inclusion de timbales. Dans les années 1990, ses principaux représentants étaient des chanteuses telles que Dina Páucar, Sonia Morales, Abencia Meza, Alicia Delgado et la harpiste Laurita Pacheco, entre autres. Dans la période contemporaine, le huayno continue d'attirer l'attention médiatique.

## Caractéristiques
Sur le plan musical, le huayno est composé de deux parties : la première partie commence par une courte introduction instrumentale puis passe à un mouvement calme. La deuxième partie est généralement jouée uniquement par des instruments à un rythme plus rapide. C'est alors que les danseurs piétinent avec passion et zèle.
Elle est très présente dans la Sierra avec des variantes selon les régions. Les Huaynos Ayacuchanos sont parmi les plus connus. C'est une musique souvent jouée lors de fêtes, carnavals ou mariages. Un groupe de Huayno se compose de plusieurs musiciens avec accordéons, guitares, harpe, saxophone, cuivres ou violon, et aussi flûtes (kenas, sikus, etc.). Tant le rythme que la mélodie, comme le chant et la danse du huayno agissent comme des éléments de sensibilisation qui unissent les habitants dans tout événement social et familial, des espaces où ils affirment leur identité. Son rythme est  parfois "endiablé" avec des voix perçantes, à la différence du Yaraví, plus calme, doux et mélancolique. Elle est parfois associée au Tundiqui, autre danse de l'altiplano. La danse des ciseaux a été déclarée patrimoine culturel du Pérou en 2005, pour être une expression traditionnelle de caractéristiques très uniques qui en font une danse unique dans le contexte andin, ressemble aussi à un affrontement entre les deux danseurs, similaire à un battle de breakdance, tradition que l'on retrouve dans les contrapunteo par exemple au Venezuela, mais aussi dans les repentista cubaines.

## Morceaux et artistes notables
Parmi les morceaux notables : 
- Vírgenes del sol de Jorge Bravo de Rueda (morceau popularisé en 1951 par Yma Sumac, puis Los Calchakis, Los Chacos, etc.) ;
- Flor de Retama de Ricardo Dolorier Urbano[8] ;
- Valicha est une chanson au rythme huayno écrite en 1945 par Miguel Ángel Hurtado Delgado[9].

Parmi les plus grands représentants péruviens du huayno figurent Amanda Portales, les frères Gaitán Castro, Eusebio « El Chato » Grados, entre autres. Ses paroles puissantes ont touché le cœur de nombreux péruviens. À ces voix s'ajoutent des instruments de musique comme les zampoñas, les tarkas, les quenas, les grosses caisses, les caisses claires et les cuivres. Une autre représentante du genre musical est Martina Portocarrero qui mène de front des carrières de chanteuse folklorique et d'enseignante-chercheuse en pédagogie musicale et de culture andine. Elle apprend directement par sa mère le répertoires d'artiste du huayno  telles que Pastorita Huaracina, Flor Pucarina. Elle a écrit plus de 100 chansons.
Parmi les instrumentistes, citons aussi le guitariste Raúl García Zárate, ou encore le spécialiste du charango Julio Benavente Diaz.

## Iconographie
Le peintre péruvien Herman Braun-Vega fait référence à cette danse traditionnelle de son pays dans le tableau Don Pablo danse un huayno sous le regard étonné de Matisse.